# Haute-Bise
Haute-Bise est un lieu-dit de la ville de Gembloux, en province de Namur (Région wallonne de Belgique).
Avant la fusion des communes de 1977, Haute-Bise faisait partie de la commune de Bossière.
Il est également appelé Vichenet étant donné que celui-ci fait partie du village de Bossière. Le code postal de l'entité est 5032 et sur la carte d'identité des habitants, il est bien spécifié Bossière.

## Situation
Haute-Bise est un hameau-rue comprenant une trentaine d'habitations se situant à environ 4 km au sud de la ville Gembloux et avoisinant les localités de Corroy-le-Château et Bossière. Le hameau est bâti en hauteur et à l'est du lieu-dit Aux Trois Ponts où, entre autres, coule l'Orneau.
Il est composé d'une seule rue.

## Patrimoine
Située au seul carrefour du hameau et adossée à un garage, la petite chapelle en brique dédiée à Notre-Dame de Lourdes daterait de 1943.